# Promieniczka
Promieniczka (Marosatherina ladigesi) – endemiczny gatunek ryby aterynokształtnej z rodziny Telmatherinidae. Jedyny przedstawiciel rodzaju Marosatherina.

## Występowanie
Indonezja (Celebes)
Dorasta do 8 cm długości.